# دانييل كابيليتي
دانييل كابيليتي (بالإيطالية: Daniel Cappelletti)‏ (9 أكتوبر 1991 بكانتو في إيطاليا - ) هو لاعب كرة قدم إيطالي في مركز الدفاع. شارك مع منتخب إيطاليا لكرة القدم للدرجة الثانية ‏. أما مع النوادي، فقد لعب مع نادي بادوفا ونادي باليرمو ونادي ساسولو ونادي سيتاديلا ونادي كومو ونادي سودتيرول ويوفي ستابيا.

## روابط خارجية
- دانييل كابيليتي على موقع قاعدة بيانات كرة القدم.إي يو (الإنجليزية)
- دانييل كابيليتي على موقع Soccerway.com (الإنجليزية)